# Glaciaal bekken
Een glaciaal bekken of tongbekken is in de geomorfologie een depressie in het landschap, die ontstaan is door het gewicht en de erosieve werking van een gletsjer. De gletsjer stuwt het materiaal onder zich vandaan en voor zich uit in zogenaamde stuwwallen, verhogingen in het landschap die langs de randen van glaciale bekkens voorkomen.
Glaciale bekkens komen voor in gebieden waar gletsjers over ongeconsolideerde gesteenten stromen. Voorbeelden zijn de tijdens glaciale perioden (ijstijden) door gletsjers bedekte delen van Nederland, Noord-Duitsland, Denemarken en Polen. Ook in het noordelijke voorland van de Alpen of in de vlaktes van Noord-Amerika of Siberië komen glaciale bekkens voor. In Nederland komen een aantal glaciale bekkens voor uit het Saalien-glaciaal (238.000 tot 128.000 jaar geleden): het IJsseldalbekken tussen de stuwwallen van de Sallandse Heuvelrug en de Veluwe, een tweede bekken onder de Gelderse Vallei tussen de Veluwe en de Utrechtse Heuvelrug, een bekken onder Amsterdam en Haarlem en een bekken onder Flevoland.
Wanneer een glaciaal bekken gevormd wordt kan het honderden meters diep zijn. Aan het einde van een glaciaal, als het klimaat warmer werd, trekken de gletsjers zich terug en raken de bekkens opgevuld met smeltwatermeren. Door het ontdooien van de permafrost vinden aan de randen van de bekkens instortingen (door afglijdingsmassa's) plaats van de stuwwallen. Op deze manier raakt een glaciaal bekken meestal in relatief korte tijd na het terugtrekken van de gletsjers opgevuld met sediment en afbraakmateriaal van de stuwwallen.